# Carol Burnett
Carol Creighton Burnett (ur. 26 kwietnia 1933 w San Antonio) – amerykańska aktorka filmowa, teatralna, telewizyjna, komiczka i piosenkarka. Laureatka licznych nagród, w tym Złotych Globów, Emmy, Tony i Grammy.

## Filmografia
seriale
- 1956: Stanley jako Celia
- 1992: Szaleję za tobą jako Theresa Stemple
- 2006: Gotowe na wszystko jako Eleanor Mason
- 2010, 2015: Glee jako Doris Sylvester
- 2022: Zadzwoń do Saula jako Marion

filmy
- 1978 Dzień weselny (A Wedding) jako Katherine „Tulip” Brenner
- 1980: Zdrowie jako Glorin Burbank
- 1981: Cztery pory roku jako Kate Burroughs
- 1992: Czego nie widać jako Dotty Otley / pani Clackett
- 2009: Absolwentka jako Maureen Malby

## Nagrody
Carol Burnett zdobyła kilka nagród Emmy i Złotych Globów. Dostała też nagrody Tony, Grammy i Srebrną Muszlę dla Najlepszej Aktorki (ang. Silver Shell for Best Actress) na Międzynarodowym Festiwalu Filmowym w San Sebastián za rolę w filmie Dzień weselny (1978).